# Horváth Jakab
Toporczi Horváth Jakab (Toporc, 1738. – Pest, 1806 december) ügyvéd.

## Élete
Horváth Jakab a ma már Szlovákia területén fekvő Toporcon született (szlovákul: Toporec). Késmárkon folytatott jogi tanulmányokat, majd Pozsonyban és Pesten volt jurátus (ügyvédgyakornok), ezt követően itt telepedett le és dolgozott ügyvédként, de ő volt Grassalkovics herceg jogi igazgatója is. Az 1790-es években Martinovicsékat védte a jakobinusok elleni perben.
Horváth jelentős vagyonra tett szert, de puritán módon élt, és agglegény maradt egész életében. Kortársai extravagáns embernek tartották, aki sokat tartózkodott saját házi könyvtárában, nem követte a divatot, tükröt nem tartott lakásában, nem látogatta a templomokat.
Horváth Jakab 1806-ban hunyt el 68 éves korában.

## Síremléke, a „Fuit-síremlék”

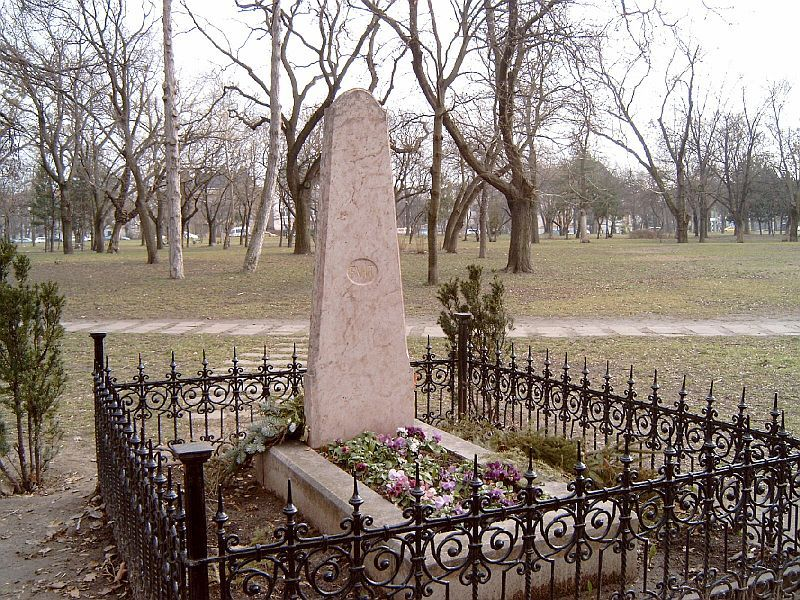
A síremlék

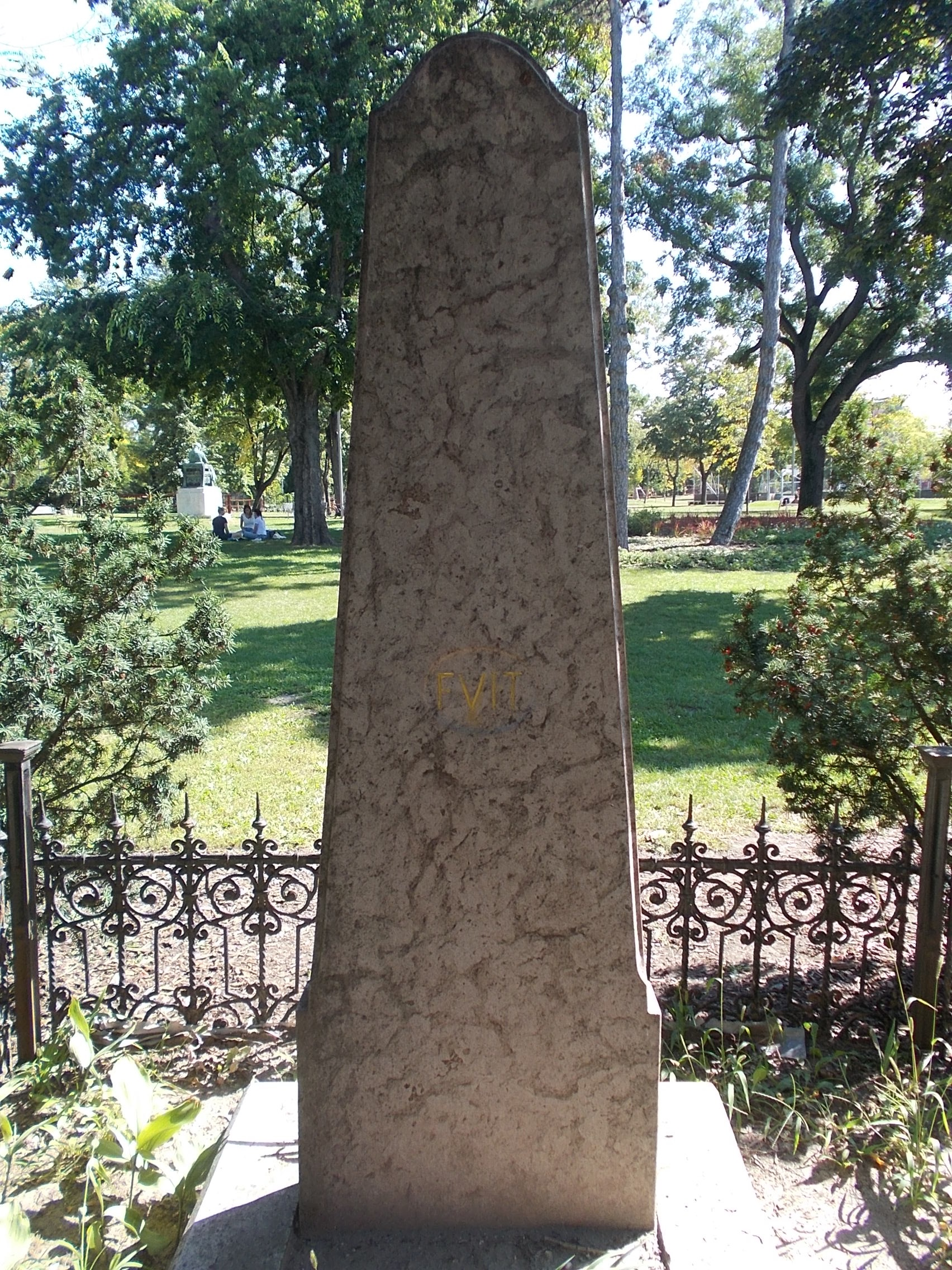
A síremlék közelről

Horváth Jakab elsősorban síremléke miatt vált híressé. Az ügyvéd jelentős, akkori pénzben 700 forintnyi összegű anyagi támogatást biztosított végrendeletében a főváros részére. Cserében mindössze egy sírhelyet kért a mai Városliget területén, rajta a latin nyelvű „Fuit” („volt, elmúlt”) felirattal. A föld alatti sírhelyet a kor neves építésze, id. Zitterbarth Mátyás falazta ki téglával, a sírkő Okenfusz János műve. 
A síremléket 1928-ban újították fel először. A sír története ezt követően a feledés homályába borult. Többféle hiedelem terjedt el vele kapcsolatban: egyesek szerint egy öngyilkost temettek el, mások szerint a Városliget egy részének adományozója, egy életunt magyar költő, vagy egy magyar főúr és egy csodaszép grófkisasszony vonzalmának kettészakadására utal a rejtélyes feliratú kő. Az 1950-es években kőkerítést építettek köréje. Az 1990-es években derítette csak ki Buza Péter Horváth Jakab történetét. A sírt is feltárták, és kettős koporsóban, a 200 évvel ezelőtti ruházatban megtalálták Horváth maradványait. 1995-ben a sírhely köré kovácsolt vas kerítést került.

## Emlékezete
Horváth Jakabról és síremlékéről 1877-ben Arany János is megemlékezett Ének a Pesti Ligetben című költeményében:
„El is megyek tán nem sokára,
Hírnév, dicsőség nem maraszt,
Tudom, mit ér fagyos sugára,
Itt is megtanultam azt.
Nyerd bár világi életedben
Ég és föld minden koszorúit:
Neved csak az, mit e ligetben
Egy sírkő rád olvas: Fuit.”